# Waldir Freitas Oliveira
 Waldir Freitas Oliveira  (Salvador, 17 de fevereiro de 1929 — Salvador, 17 de junho de 2021) foi um  historiador, ensaísta e professor,  brasileiro, imortal  da cadeira número 18 da Academia de Letras da Bahia,  fundador da  Revista Afro-Ásia 

## Biografia
Filho de Arlindo de Oliveira e Angelina Freitas de Oliveira nasceu em Salvador, a 17 de fevereiro de 1929.  
Fez seus estudos primários, em casa, em curso particular. Cursou o ginásio no Instituto Baiano de Ensino e o curso colegial, no Curso Clássico do então chamado Colégio da Bahia (hoje Colégio Central da Bahia).  
Graduou-se pela Faculdade de Direito da Universidade Federal da Bahia, a 9 de dezembro de 1950 e obteve os graus de Bacharel e Licenciado em Geografia e História, pela Faculdade de Filosofia e Ciências Humanas da UFBA, em dezembro de 1955.  
Na Universidade Federal da Bahia, exerceu o cargo de Diretor, de 1961 a 1972, do Centro de Estudos Afro-Orientais, do qual foi um dos seus fundadores, ao lado do Prof. George Agostinho da Silva, em 1959.   
Em dezembro de 1965, fundou a  Revista Afro-Ásia, periódico de referência para os estudos do Centro de Estudos Afro-Orientais da Universidade Federal da Bahia e que continuou por várias décadas sendo publicado pelo CEAO.   
Além de ensinar em diversos colégios de Salvador e na Universidade Católica, Waldir Freitas de Oliveira exerceu o jornalismo, como colaborador, em A Tarde e no Jornal da Bahia, atuando como cronista semanal, como editorialista e redator de tópicos, também havendo publicado, ao longo de doze anos, numerosos artigos assinados.  
Faleceu em Salvador no dia 17 de junho de 2021.  